# Chat marsupial du nord
Dasyurus hallucatus
Espèce
Statut de conservation UICN

 EN A2ce+3ce+4ce : En danger
Le chat marsupial du nord (Dasyurus hallucatus) est une espèce de mammifères marsupiaux carnassiers du nord de l'Australie.

## Description
Le chat marsupial du nord est le plus petit des quatre espèces de chats marsupiaux trouvées en Australie. Les femelles sont plus petites que les mâles et pèsent entre 350 grammes et 690 grammes, alors que les mâles pèsent de 540 grammes à 1 120 grammes. L'ensemble tête-corps mesure entre 270 mm et 370 mm chez les mâles adultes, 249 à 310 chez les femelles. Sa queue mesure entre 202 mm et 345 mm.

## Distribution et habitat
On le trouve dans la région de Pilbara en Australie occidentale, dans le Territoire du Nord et le sud-est du Queensland. Il y a plusieurs ensembles disjoints de population. On le trouve surtout dans les régions rocheuses et les forêts d'eucalyptus.

## Alimentation
Il se nourrit de fruits, mais consomme surtout d'un grand nombre de vertébrés comme des petits mammifères, des oiseaux, des lézards, des serpents et également des crapauds. Il se nourrit aussi de charognes trouvées sur les bords des routes, dans les campements et les décharges.

## Reproduction
Une particularité de cette espèce est que les mâles ne s'occupent absolument pas des petits. Ceci étant dû à leur particularité d'être sémelpares, c'est-à-dire qu'il ne peuvent se reproduire qu'une fois et meurent par la suite.